# Акпарс

Пам'ятник Акпарсові роботи скульпторів А. Ширніна та С. Яндубаєва. Республіка Марій Ел.

Акпарс (сер. XVI ст.) — сотенний князь гірських марі, який виступав за перехід гірських марі у підданство Великого князівства Московського.
Згідно історичного передання, в період Московсько-казанської війни (1535 - 1552), активно виступав за капітуляцію перед Іваном Грозним, прагнув приєднати марійські землі до Великого князівства Московського. У 1546 р. очолив посольство гірських марі до Івана Грозного з проханням прийняти у підданство. Влітку 1552 року, на чолі свого підрозділу, брав участь у поході московських військ на Казань, у військовій операції зі взяття фортеці (підкоп та штурм), у каральних експедиціях проти лугових марі. 
На знак подяки за вірну службу Москві ім'ям Акпарса були названі земельні володіння (Акпарсова сотня), що охоплювали у XVI-XVIII ст. значну частину сучасного Гірськомарійського р-ну на обох берегах Волги (30 селищ, 923 двори, 3092 душі чоловічої статі станом на 1724 рік). Акпарсу присвячений цикл історичних передань та літературних оповідань: роман А. Крупнякова "Марш Акпарса", драма С. Ніколаєва "Акпарс", оповідання К. Васіна "С вами, русичи!", поема К. Бєляєва "Аргамак", цикл творів живопису тощо. 
Радянська та сучасна російська влада доклали чималих зусиль для героїзації Акпарса та популяризації його образу як "мудрого політика та дипломата, який сприяв мирному входженню марійських земель до складу Держави Російської". Його ім'я носять кінотеатри, заклади громадського харчування, дитячі організації та спортивні команди. Гасло Гірськомарійського р-ну: "Уславимо землю Акпарса!", у тому ж районі у 2007 р. встановлено пам'ятник Акпарсові.  